# 7인제 럭비 월드컵
7인제 럭비 월드컵은 2016년 하계 올림픽 정식종목으로 채택된 7인제 럭비의 세계 선수권 대회이다. 남자부는 1993년, 여자부는 2009년부터 시작하여 4년에 한번씩 열린다. 이 대회의 우승국은 멜로스 컵을 갖게 된다.

## 대회

### 남자
| 년도 | 개최국                  |          | 결승    | 결승              | 결승 |
| 년도 | 개최국                  | 우승     | 점수    | 준우승            |      |
| 1993 | 스코틀랜드 에든버러     | 잉글랜드 | 21 - 17 | 오스트레일리아    |      |
| 1997 | 홍콩                    | 피지     | 24 - 21 | 남아프리카 공화국 |      |
| 2001 | 아르헨티나 마르델플라타 | 뉴질랜드 | 31 - 12 | 오스트레일리아    |      |
| 2005 | 홍콩                    | 피지     | 29 - 19 | 뉴질랜드          |      |
| 2009 | 아랍에미리트 두바이     | 웨일스   | 19 - 12 | 아르헨티나        |      |
| 2013 | 러시아 모스크바         | 뉴질랜드 | 33 - 0  | 잉글랜드          |      |
| 2018 | 미국 샌프란시스코       | 뉴질랜드 | 33 - 12 | 잉글랜드          |      |

### 여자
| 년도 | 개최국              |                | 결승    | 결승     | 결승 |
| 년도 | 개최국              | 우승           | 점수    | 준우승   |      |
| 2009 | 아랍에미리트 두바이 | 오스트레일리아 | 15 - 10 | 뉴질랜드 |      |
| 2013 | 러시아 모스크바     | 뉴질랜드       | 29 - 12 | 캐나다   |      |
| 2018 | 미국 샌프란시스코   | 뉴질랜드       | 29 - 0  | 프랑스   |      |

## 같이 보기
- 홍콩 세븐스